# Liste des maires de Saint-Brevin-les-Pins
La liste des maires de Saint-Brevin-les-Pins présente la liste des maires de la commune française de Saint-Brevin-les-Pins, située dans le département de la Loire-Atlantique en région Pays de la Loire.

## Liste des maires

### Entre 1790 et 1945
| Période                                  | Période | Identité               | Étiquette | Qualité                        |
| ---------------------------------------- | ------- | ---------------------- | --------- | ------------------------------ |
| Les données manquantes sont à compléter. |         |                        |           |                                |
| 1790                                     | 1791    | Claude Rousseau        |           | Propriétaire                   |
| 1791                                     | 1792    | Damien Bouteau         |           | Menuisier                      |
| 1792                                     | 1801    | René Mercier           |           | Charpentier                    |
| 1801                                     | 1813    | Damien Bouteau         |           | Menuisier                      |
| 1813                                     | 1815    | Louis Nicolas Filleul  |           | Propriétaire                   |
| 1815                                     | 1821    | Jean-Baptiste Bernède  |           | Juge de paix                   |
| 1821                                     | 1827    | Jean Gourbeil          |           |                                |
| 1827                                     | 1836    | Jean Foucher           |           |                                |
| 1836                                     | 1872    | François Mercier       |           |                                |
| 1872                                     | 1874    | Pierre Jean Durand     |           |                                |
| 1874                                     | 1888    | Joseph Auguste Foucher |           | Boulanger                      |
| 1888                                     | 1892    | Jean Gernioux          |           |                                |
| 1892                                     | 1903    | Alfred Durand          |           | Expert géomètre                |
| 1903                                     | 1904    | Pierre Rolland         |           | Viticulteur                    |
| 1904                                     | 1905    | Ernest Pénot           |           | Colonel en retraite            |
| 1905                                     | 1908    | Gustave Lusseaud       |           | Négociant, propriétaire        |
| 1908                                     | 1943    | Pierre Guillou         |           | Expert géomètre                |
| 1943                                     | 1945    | Étienne Huger          |           | Lieutenant-colonel en retraite |

### Depuis 1945
| Période      | Période                    | Identité                       | Étiquette               | Qualité |
| ------------ | -------------------------- | ------------------------------ | ----------------------- | --- |
| 1945         | 1949                       | Ely Merceron                   |                         | Juge de paix |
| 1949         | 1958                       | Henri Baslé                    |                         | Propriétaire, notaire à Frossay |
| 1958         | mars 1965                  | Maurice Haye                   |                         | Ingénieur au service géographique des armées |
| mars 1965    | 17 février 1968            | Louis Dollé (1892-1968)        |                         | Ancien pilote automobile Décédé en fonction |
| 22 mars 1968 | mars 1977                  | Jean Chauvet (1900-2004)       | SE                      | Ingénieur maritime Conseiller général de Paimbœuf (1972 → 1979) |
| mars 1977    | mars 1989                  | Raymond Kerverdo (1923-2015)   | RPR                     | Ancien commandant à la Compagnie générale transatlantique Conseiller général de Paimbœuf (1979 → 1998) |
| mars 1989    | juin 1995                  | Étienne Chauvin, (1934-2021)   | PS                      | Professeur de sciences naturelles en collège, maire honoraire |
| juin 1995    | 14 mars 2007               | Christian Renaudineau (1948- ) | DVD puis UMP            | Ingénieur, responsable de la navigation aérienne Délégué régional de l'aviation civile Président de la CC du Sud Estuaire (1997 → 2008) Chevalier de l'Ordre national du Mérite (1997) Démissionnaire pour raisons personnelles                                                                                           |
| 22 mars 2007 | 30 juin 2017               | Yannick Haury                  | UMP puis DVD puis MoDem | Pharmacien Adjoint au maire chargé du tourisme (1997 → 2007) Député de la Loire-Atlantique (2017 → ) Conseiller général de Paimbœuf (2011 → 2015) Conseiller départemental de Saint-Brevin-les-Pins (2015 → 2021) Président de la CC du Sud Estuaire (2008 → 2017) Démissionnaire à la suite de son élection comme député |
| 30 juin 2017 | 9 mai 2023                 | Yannick Morez (1961- )         | DVD                     | Médecin généraliste Adjoint au maire (2014 → 2017) Président de la CC du Sud Estuaire (2017 → 2023) Démissionnaire |
| 9 juin 2023, | En cours (au 10 juin 2023) | Dorothée Pacaud (1977- )       | SE                      | Professeure d’histoire-géographie en collège Première adjointe au maire (2020 → 2023) Présidente de la CC du Sud Estuaire (2023 → ) |

## Conseil municipal actuel
Les 33 sièges composant le conseil municipal ont été pourvus le 28 juin 2020 à l'issue du second tour de scrutin. Actuellement, il est réparti comme suit : 

## Résultats des élections municipales

### Élection municipale de 2020
| Tête de liste                       | Tête de liste            | Liste                    | Premier tour | Premier tour | Second tour | Second tour | Sièges | Sièges |
| Tête de liste                       | Tête de liste            | Liste                    | Voix         | %            | Voix        | %           | CM     | CC     |
| ----------------------------------- | ------------------------ | ------------------------ | ------------ | ------------ | ----------- | ----------- | ------ | ------ |
|                                     | Yannick Morez *          | DVC                      | 1 183        | 24,42        | 1 649       | 33,34       | 22     | 12     |
| Continuons d'agir pour Saint-Brevin |                          |                          | 1 183        | 24,42        | 1 649       | 33,34       | 22     | 12     |
|                                     | Benoît Guérin            | LREM                     | 1 207        | 24,91        | 1 557       | 31,48       | 5      | 2      |
| Oui demain Saint-Brevin             |                          |                          | 1 207        | 24,91        | 1 557       | 31,48       | 5      | 2      |
|                                     | Véronique Rey-Thibault   | EELV-PS-LFI (UG)         | 1 023        | 21,11        | 1 133       | 22,91       | 4      | 2      |
| Une ambition pour Saint-Brevin      |                          |                          | 1 023        | 21,11        | 1 133       | 22,91       | 4      | 2      |
|                                     | Nathalie Le Berre        | DVC                      | 695          | 14,34        | 607         | 12,27       | 2      | 1      |
| Avec vous pour Saint-Brevin         |                          |                          | 695          | 14,34        | 607         | 12,27       | 2      | 1      |
|                                     | Bernard Revel            | DVD                      | 736          | 15,19        | 607         | 12,27       | 2      | 1      |
| Saint-Brevin autrement              |                          |                          | 736          | 15,19        | 607         | 12,27       | 2      | 1      |
|                                     |                          |                          |              |              |             |             |        |        |
| Votes exprimés                      | Votes exprimés           | Votes exprimés           | 4 844        | 95,81        | 4 946       | 97,77       |        |        |
| Votes blancs                        | Votes blancs             | Votes blancs             | 74           | 1,46         | 52          | 1,03        |        |        |
| Votes nuls                          | Votes nuls               | Votes nuls               | 138          | 2,73         | 61          | 1,21        |        |        |
| Total                               | Total                    | Total                    | 5 056        | 100,00       | 5 059       | 100,00      | 33     | 17     |
| Abstentions                         | Abstentions              | Abstentions              | 6 419        | 55,94        | 6 409       | 55,89       |        |        |
| Inscrits / participation            | Inscrits / participation | Inscrits / participation | 11 475       | 44,06        | 11 468      | 44,11       |        |        |
| * Liste du maire sortant            |                          |                          |              |              |             |             |        |        |

### Élection municipale de 2014
|                                            | Yannick Haury *       | DVD            | 4 462 | 71,38  | 29 | 15 |  |  |
| Vivre dans la confiance                    |                       |                | 4 462 | 71,38  | 29 | 15 |  |  |
|                                            | Jean-Philippe Reverdy | DVG            | 1 151 | 18,41  | 3  | 1  |  |  |
| Un projet pour tous, un avenir pour chacun |                       |                | 1 151 | 18,41  | 3  | 1  |  |  |
|                                            | Stéphane Bertrand     | EELV           | 638   | 10,20  | 1  | 1  |  |  |
| Écologistes et citoyens à Saint-Brevin     |                       |                | 638   | 10,20  | 1  | 1  |  |  |
|                                            |                       |                |       |        |    |    |  |  |
| Inscrits                                   | Inscrits              | Inscrits       | 9 896 | 100,00 |    |    |  |  |
| Abstentions                                | Abstentions           | Abstentions    | 3 444 | 34,80  |    |    |  |  |
| Votants                                    | Votants               | Votants        | 6 452 | 65,20  |    |    |  |  |
| Blancs et nuls                             | Blancs et nuls        | Blancs et nuls | 201   | 3,12   |    |    |  |  |
| Exprimés                                   | Exprimés              | Exprimés       | 6 251 | 96,88  |    |    |  |  |
| * Liste du maire sortant                   |                       |                |       |        |    |    |  |  |

### Élection municipale de 2008
|                                     | Yannick Haury *  | DVD            | 3 678 | 60,40  | 27 |  |  |  |
| Mieux vivre ensemble à Saint-Brevin |                  |                | 3 678 | 60,40  | 27 |  |  |  |
|                                     | Yanick Lebeaupin | PS (UG)        | 2 411 | 39,60  | 6  |  |  |  |
| Ensemble pour Saint-Brevin          |                  |                | 2 411 | 39,60  | 6  |  |  |  |
|                                     |                  |                |       |        |    |  |  |  |
| Inscrits                            | Inscrits         | Inscrits       | 8 815 | 100,00 |    |  |  |  |
| Abstentions                         | Abstentions      | Abstentions    | 2 503 | 28,39  |    |  |  |  |
| Votants                             | Votants          | Votants        | 6 312 | 71,61  |    |  |  |  |
| Blancs ou nuls                      | Blancs ou nuls   | Blancs ou nuls | 223   | 3,53   |    |  |  |  |
| Exprimés                            | Exprimés         | Exprimés       | 6 089 | 96,47  |    |  |  |  |
| * Liste du maire sortant            |                  |                |       |        |    |  |  |  |

### Élection municipale de 2001
Quatre listes étaient en présence :
- « Une équipe pour Saint-Brevin-les-Pins » conduite par Christian Renaudineau (DVD, maire sortant) ;
- « Vivre à Saint-Brevin demain » conduite par Étienne Chauvin (DVG, maire de 1989 à 1995) ;
- « Agissons ensemble avec la gauche plurielle pour mieux vivre à Saint-Brevin » conduite par Yanick Lebeaupin (PS-PCF, G. pl.) ;
- « L'avenir tous ensemble » conduite par Yannick Morez (RPR).

Christian Renaudineau est réélu lors du second tour.

### Élection municipale de 1995
| Tête de liste                                                      | Tête de liste         | Liste          | Premier tour | Premier tour | Second tour | Second tour | Sièges | Sièges |
| Tête de liste                                                      | Tête de liste         | Liste          | Voix         | %            | Voix        | %           | CM     |        |
| ------------------------------------------------------------------ | --------------------- | -------------- | ------------ | ------------ | ----------- | ----------- | ------ | ------ |
|                                                                    | Christian Renaudineau | DVD            | -            | 38,92        | 2 219       | 53,85       | 23     |        |
| Une équipe pour Saint-Brévin                                       |                       |                | -            | 38,92        | 2 219       | 53,85       | 23     |        |
|                                                                    | Étienne Chauvin *     | PS             | -            | 32,41        | 1 902       | 46,15       | 6      |        |
| Vivre à Saint-Brévin                                               |                       |                | -            | 32,41        | 1 902       | 46,15       | 6      |        |
|                                                                    | Franc Mallet          | DVD            | -            | 9,19         |             |             |        |        |
| Saint-Brévin 2001                                                  |                       |                | -            | 9,19         |             |             |        |        |
|                                                                    | Franck Hardouin       | SE             | -            | 8,82         |             |             |        |        |
| Les jeunes existent                                                |                       |                | -            | 8,82         |             |             |        |        |
|                                                                    | Daniel Duchesne       | SE             | -            | 5,64         |             |             |        |        |
| Ensemble, osons Saint-Brévin                                       |                       |                | -            | 5,64         |             |             |        |        |
|                                                                    | Marc Bernardeau       | PCF            | -            | 5,27         |             |             |        |        |
| Rassemblement des forces de gauche et de progrès pour Saint-Brévin |                       |                | -            | 5,27         |             |             |        |        |
|                                                                    |                       |                |              |              |             |             |        |        |
| Inscrits                                                           | Inscrits              | Inscrits       | -            | 100,00       | 6 103       | 100,00      |        |        |
| Abstentions                                                        | Abstentions           | Abstentions    | -            | -            | 1 833       | 30,03       |        |        |
| Votants                                                            | Votants               | Votants        | -            | -            | 4 270       | 69,96       |        |        |
| Blancs ou nuls                                                     | Blancs ou nuls        | Blancs ou nuls | -            | -            | 149         | 3,49        |        |        |
| Exprimés                                                           | Exprimés              | Exprimés       | -            | -            | 4 121       | 96,51       |        |        |
| * Liste du maire sortant                                           |                       |                |              |              |             |             |        |        |